# Volt (televisieprogramma)

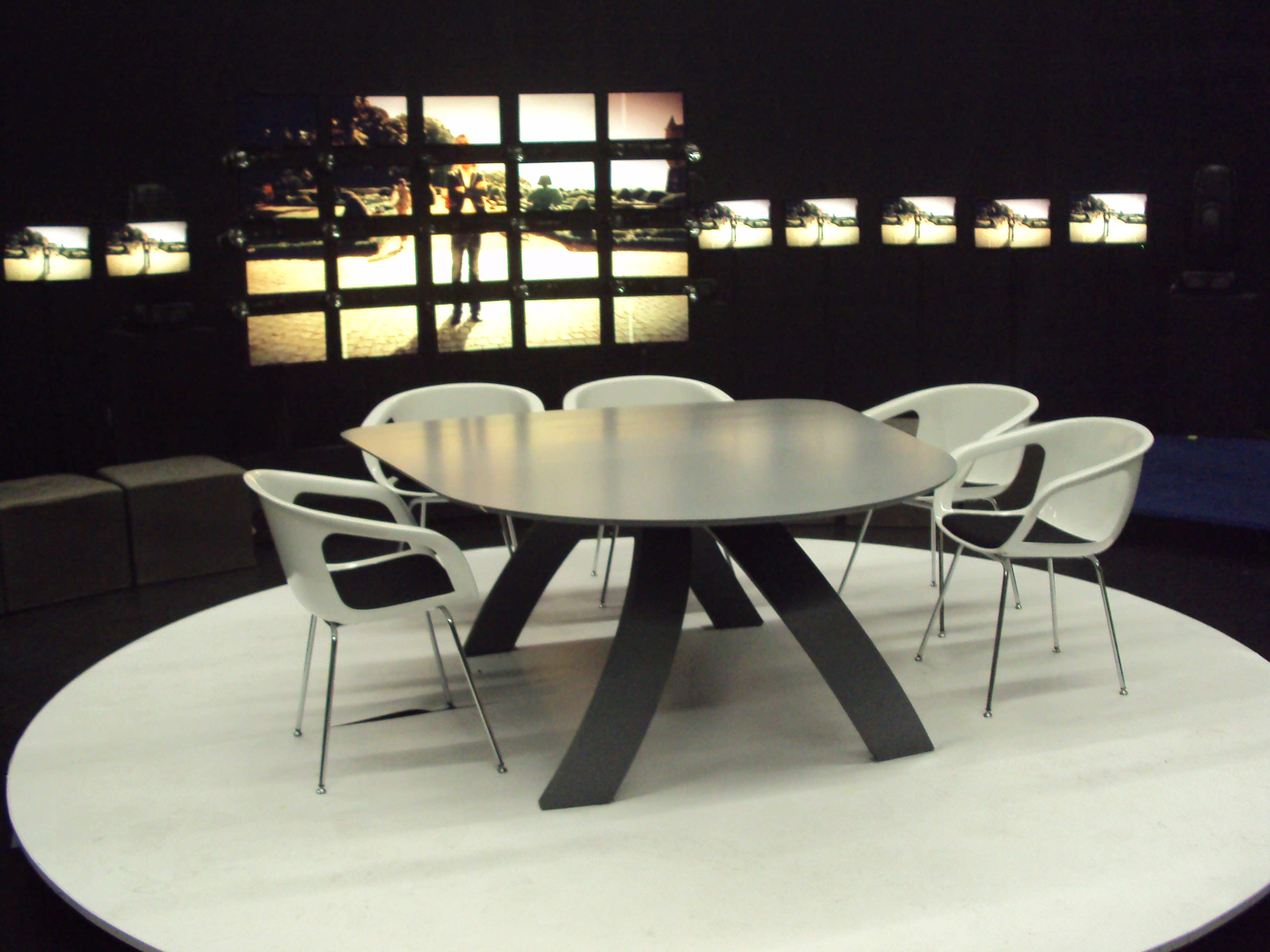
Studio van Volt (seizoen 3).

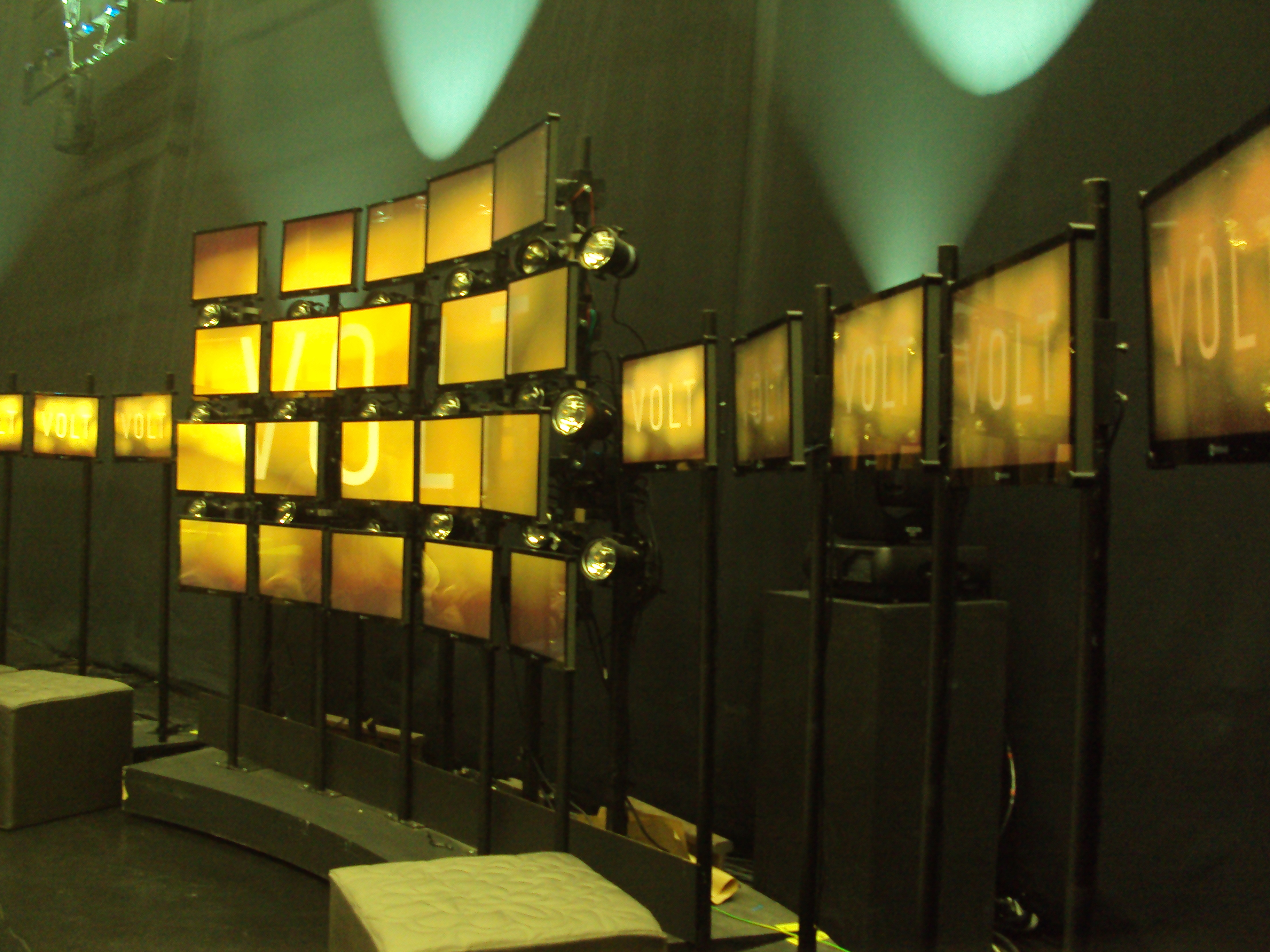
Achtergrond-lcd-schermen van Volt (seizoen 3).

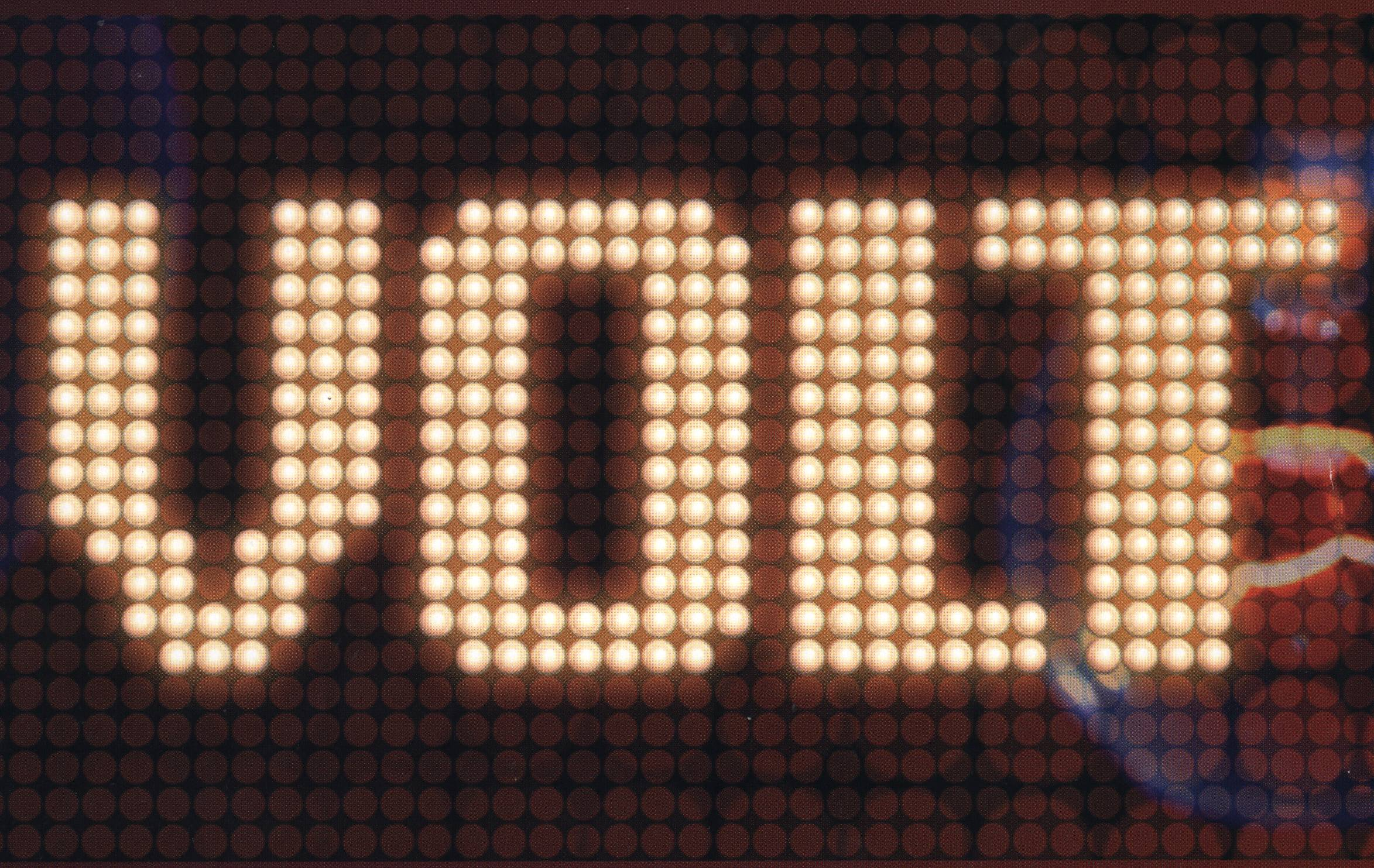
Oud logo van Volt (seizoen 1).

Volt was een discussieprogramma op Eén, gepresenteerd door VRT-nieuwsanker Martine Tanghe en presentator Kobe Ilsen. Het ging van start op woensdag 9 januari 2008 en liep tot 27 juni 2015 meerdere seizoenen op woensdagavond, behalve in de zomer en enkele weken in de winter.
In Volt werden gedurende 50 minuten verschillende en uiteenlopende thema's aan bod gebracht, die werden bediscussieerd met verscheidene gasten. Toen eind 2011 bij Martine Tanghe borstkanker werd vastgesteld, verdween zij vanaf 4 november 2011 voor geruime tijd van het scherm voor behandeling en revalidatie. Sindsdien presenteerde Kobe Ilsen alleen het programma. Hij kreeg hierbij wel de assistentie van de nieuwe Volt-reporter Tatyana Beloy, met elke week een reportage over een heikel onderwerp.
De eindredactie werd tot 2012 verzorgd door Liesbet Vrieleman.

## Seizoenen
- Seizoen 1: 9 januari 2008 – 28 mei 2008
- Seizoen 2: 3 september 2008 – 18 maart 2009 (met een onderbreking van 4 weken rond Kerstmis en Nieuwjaar)
- Seizoen 3: 2 september 2009 – 30 december 2009
- Seizoen 4: 24 maart 2010 – 26 mei 2010
- Seizoen 5: 1 september 2010 – 8 december 2010
- Seizoen 6: 16 maart 2011 – 25 mei 2011
- Seizoen 7: 31 augustus 2011 – 23 november 2011
- Seizoen 8: 7 maart 2012 – 30 mei 2012
- Seizoen 9: 7 november 2012 – 27 maart 2013 (met een onderbreking van 2 weken rond Kerstmis en Nieuwjaar)
- Seizoen 10: 4 september 2013 – 6 november 2013
- Seizoen 11: 29 januari 2014 – 19 maart 2014
- Seizoen 12: 3 september 2014 – 5 november 2014
- Seizoen 13: 22 april 2015 – 24 juni 2015

## Trivia
- Op 18 maart 2009 verstoorde de Nederlandse dierenrechtenactivist Peter Janssen, bekend als de vegan streaker, het programma. Martine Tanghe kon de man uit het beeld duwen en even later werd hij door de studiobeveiliging naar buiten geleid.[2]